# Kanton Rennes-Nord-Ouest

Kantons van Rennes

Rennes-Nord-Ouest is een voormalig kanton van het Franse departement Ille-et-Vilaine. Het kanton maakte deel uit van het arrondissement Rennes. Het werd opgeheven bij decreet van 18 februari 2014 met uitwerking op 22 maart 2015.

## Gemeenten
Het kanton Rennes-Nord-Ouest omvatte de volgende gemeenten:
- Gévezé
- Pacé
- Parthenay-de-Bretagne
- Rennes (deels, hoofdplaats) wijken: Beauregard , Villejean